# 山颪 (妖怪)

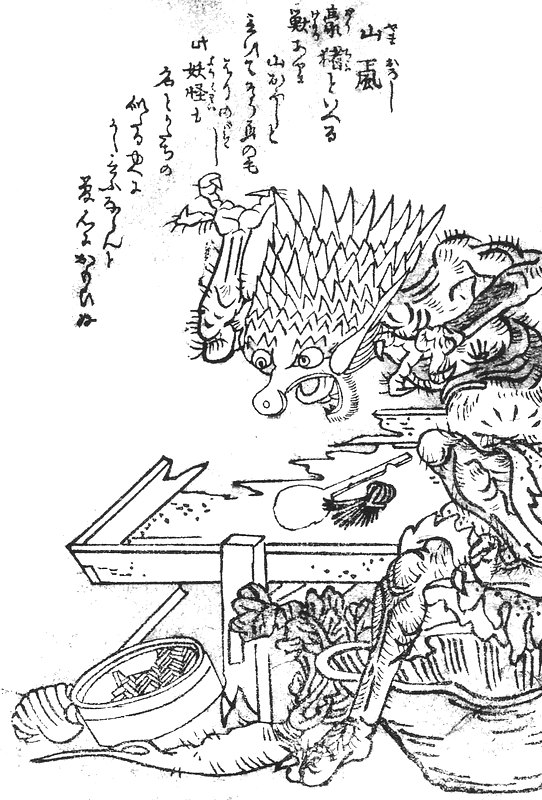
鳥山石燕『百器徒然袋』より「山颪」

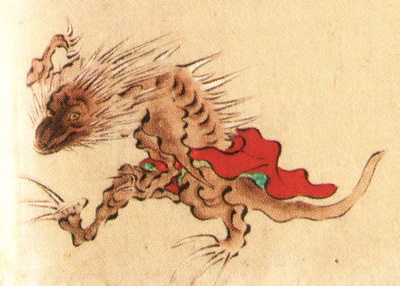
参考・『百鬼夜行絵巻』に描かれたトゲの生えている妖怪

山颪（やまおろし）は、鳥山石燕による妖怪画集『百器徒然袋』にある日本の妖怪。

## 概要
おろし器のような頭部をした人型の妖怪として描かれ、頭にはおろし金のようなの無数の突起が並んでいる。『百器徒然袋』での解説文には、
とあり、豪猪（ごうちょ）という全身にとげのような針の生えた動物（ヤマアラシ）についての文を引用し、豪猪の異名である「山おやじ」と「山おろし」の名は似ているので、この山颪もとげが生えているのであるとしている。画面内には大根のほか、貝杓子、すり鉢など、台所道具が描かれている。
おろし器の表面にあるとげ状の突起を豪猪（ヤマアラシ）のとげに例え、「おろし」と「おやじ」の音の似ていることから、石燕がこの妖怪を創作したと考えられている。室町時代の『百鬼夜行絵巻』に描かれている浅沓を載せたヤマアラシ状の妖怪がヒントになった、あるいはトゲの生えた妖怪（画像参照）をモデルとして山颪が描かれたなどの説がある。
平成以後の妖怪に関する文献には、おろし器の付喪神（器物が変化した妖怪）、颪（吹き下ろす風）を起こす妖怪なのではないかといった解釈もある。